# Arte parto

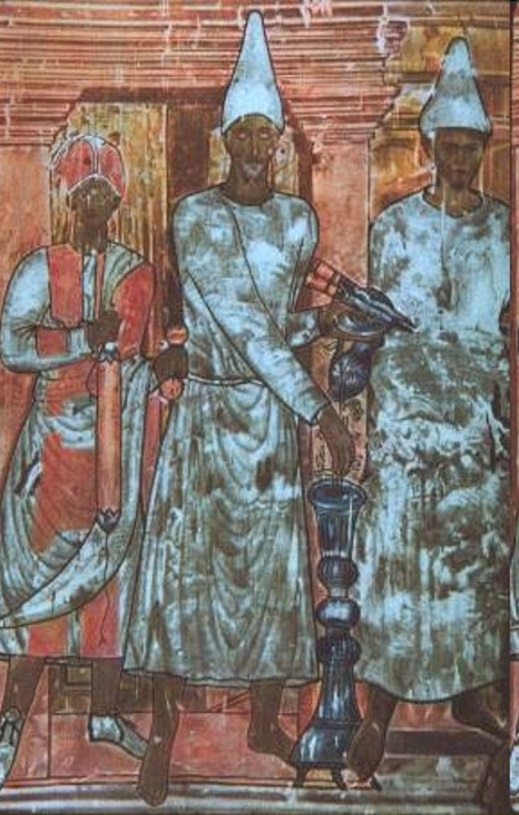
Obra de arte de los partos en Dura Europos. De acuerdo con el principio de frontalidad, todas las figuras, humanas o divinas, se muestran mirando directamente al espectador.

El arte parto fue el realizado durante el imperio Parto en Próximo Oriente Próximo (247 a. C. al 224 d. C.). Consta de una mezcla de influencias persas y helenísticas. Durante algún tiempo después de la desaparición del período del imperio Parto, el estilo de su arte continuó durante algún tiempo. Una característica típica de este arte es la frontalidad de los personajes que se muestran. También en las representaciones narrativas, los personajes no se fijaban en el objeto de su acción sino que miraban al espectador. Estas son las características que anticiparon el arte de la Europa medieval y del arte bizantino.
Los yacimientos partos han sido a menudo pasados por alto en las excavaciones, por tanto, la situación de conocimiento de la investigación del arte de los partos era bastante incompleta. Las excavaciones en Dura Europos el siglo XX proporcionaron muchos nuevos descubrimientos. El arqueólogo clásico y director de las mencionadas excavaciones, Mijaíl Rostóvtsev, se dio cuenta de que el arte de los primeros siglos de Palmira, de Dura Europos, así como el del Irán hasta el arte grecobudista del norte del India siguieron los mismos principios. Rostóvtsev fue el que dio nombre a estas obras que siguieron estos principios, «arte de los partos».
Según otros eruditos, es dudoso que las características de «El arte de los partos» tengan algo que ver con la propia Partia; el rasgo más característico del arte parto es la frontalidad, que no es una especial técnica del arte iranico o el arte de los partos y apareció por primera vez en el arte de Palmira. Hay dudas sobre si este arte puede ser nombrado parto o debe ser asociado con cualquier área regional en particular; no hay pruebas, por ejemplo, de que se creara fuera de la región media del Éufrates y que se llevara después a Palmira. Es mejor enfocarlo como un desarrollo local común en la región del Éufrates medio.

## Descripción general

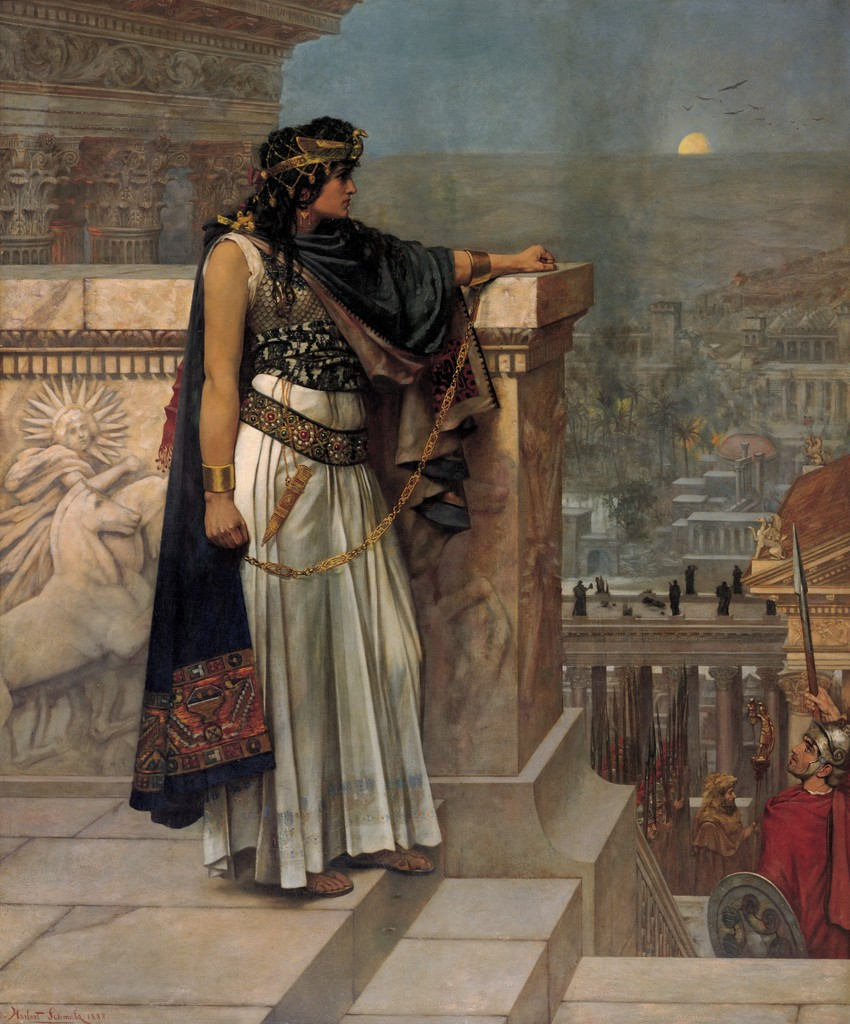
Última contemplación de la reina Zenobia sobre Palmira, Herbert Schmalz.

Lo que ahora se describe como el arte de los partos desde el final del siglo XIX, no fue conocido hasta entonces. En aquel momento desde Palmira fueron enviadas numerosas esculturas a Europa. En ellas se presentaban a los hombres y las mujeres con túnicas, ricamente decoradas con numerosas joyas, y a menudo en las ruinas de una ciudad asociada con las fuentes literarias romanas con relación a la reina Zenobia. Sin embargo, no se encontró ningún término distintivo para el arte producido, considerándose simplemente una variante local del arte romano. El uso generalizado de este arte, incluso más allá de las fronteras del imperio Parto, planteó, a los estudiosos, la cuestión de si era adecuado para definir a los partos, de acuerdo con Daniel Schlumberger y por lo que en general se indica actualmente en las investigaciones, estuvo probablemente influido por el arte de la capital parta de Ctesifonte.
Sin embargo, la designación de las creaciones artísticas del imperio Parto y las áreas vecinas es inconsistente y una fuente de controversia. Los autores a menudo evitan el «arte de los partos», prefiriendo en su lugar designar la obra en el plano cultural y político. Daniel Schlumberger afirmó que la noción del arte de los partes en una de sus obras más importantes sobre Oriente helenístico (original: Der hellenisierte Oriente, editado en Alemania en el World of Art series). Este ensayo abarca además del arte de los partos, también el arte griego y en oriente en general. Hans Erik Mathiesen tituló su trabajo Parthi sculpture: Sculpture in the Parthi Empireen donde se examinan las ciudades de arte como Palmira. Asimismo, Trudy S. Kawama nombra su ensayo Statues in Irán Monumental Art of the Parthi period of Irán, mientras que el profesor Malcolm Colledge tituló su obra Parthi arte Clearly as Parthi arte, (original: Parthi Art) para definir estrictamente los cánones del arte de los partos.

El Imperio parto se extendía sobre una gran área, principalmente formado por el territorio de la actual Irán y el Irak y con muchas tribus diferentes, esta situación se prolongó durante más de 400 años. A partir de estas condiciones, es evidente que debe considerarse con fuertes diferencias regionales el arte de este reino y que no hubo un desarrollo significativo durante estos siglos. Aunque existen numerosos ejemplos del arte de los partos, se prevé que muchas obras importantes, entre ellas las de la corte real, se obtuvieron a partir de varios períodos con lagunas o ausencias de ejemplos a lo largo de los siglos. Gran parte de esta evidencia proviene de territorios de fuera de Partia, como las monedas de Gondofares, aproximadamente del año 50 que se descubrieron en la India en el estilo de los partos.

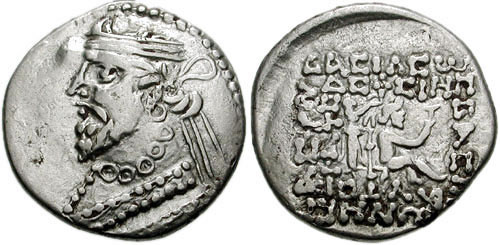
Moneda de Gondofares, que se encontró en India presentando un evidente estilo pártico.

El arte de los partos también está presente en Siria, en muchas ciudades como Palmira, Edesa y Dura Europos. No todos los ejemplos pertenecían específicamente a los partos. Al norte, este arte parece haber florecido en Armenia, aunque queda muy poco de él. Al sur, Baréin siguió claramente la forma del arte parto, mientras que en el este, la transición en el arte de Gandhara fue gradual y por tanto difícil de trazar una línea clara. En una investigación anterior, donde se veía el arte griego de la Grecia clásica como el ideal, el arte de los partos se describe a menudo como arte decadente y barbárico. Investigaciones recientes, se ve esto con diferencia. Este arte tuvo muchos métodos creativos y originales de trabajo, y fue una forma influyente especialmente para el arte bizantino y el arte medieval.
La fuerte frontalidad del arte de los partos era inusual en el Medio Oriente y nuevamente parece estar influida por la experiencia del arte griego, que se difundió por Oriente desde el siglo III antes de Cristo. Por lo tanto, el arte parto se puede describir como una creación oriental después de la experiencia del arte helenístico.

## Épocas

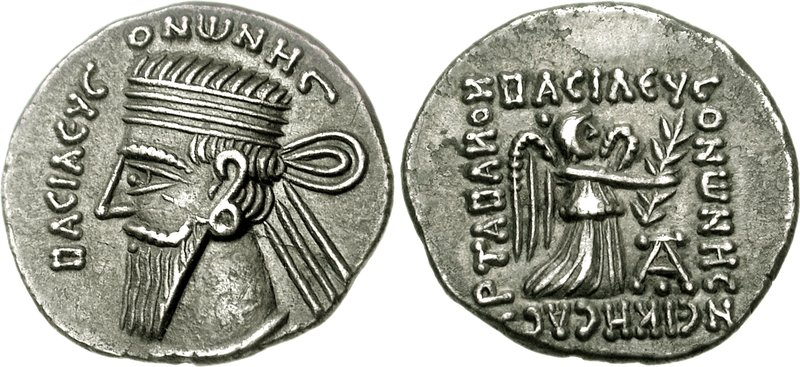
Moneda de Vonones I, acuñada en Ecbatana.

El arte del imperio Parto se puede dividir a grandes rasgos en dos épocas: una fase de estilo griego y otra verdaderamente parta. Estas fases no fueron seguidas cronológicamente entre sí, pero se pueden observar con una fuerte superposición cronológica. En la ciudad Seleucia del Tigris, la influencia en la creación de arte griego se mantuvo por mucho más tiempo que las ciudades orientales, como Ecbatana. Un ejemplo son las monedas de Vonones I (6-12 d. C.), las piezas que fueron acuñadas en Seleucia del Tigris muestran un estilo puramente griego. Mientras que las monedas del mismo gobernante hechas en Ecbatana muestran un estilo que se aleja de los modelos griegos.

### Fase helenística

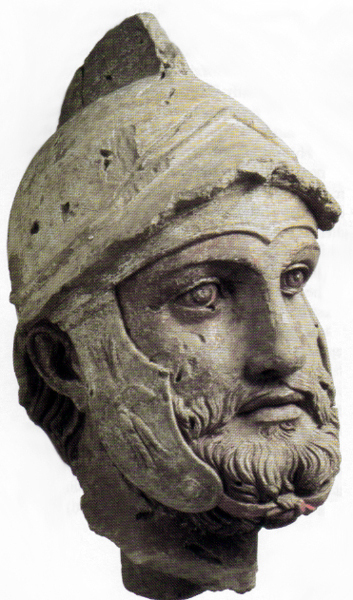
Un cabeza esculpida de un soldado parto con un casco de estilo helenístico, encontrado en la necrópolis de Nisa (Turkmenistán) del siglo II a. C.

Al principio de su historia, el arte de los partos estuvo muy influido y puede compararse con el arte griego. Especialmente en la capital antigua parta de Nisa hay ejemplos descubiertos desde el periodo parto temprano que indican las similitudes con la cultura griega. La mayoría de los hallazgos corresponden a la fecha de los tres primeros siglos a. C.; había esculturas de mármol puramente griegas y una serie de marfil de ritones en estilo helenístico y con diseños decorados en sentido figurativo.
Las estatuas de mármol tienen una media de 50 a 60 cm de altura. Una de las esculturas es una representación similar de Afrodita. La parte inferior de la figura está hecha de piedra oscura, y en contraste el cuerpo es de mármol y se trata con un mejor enfoque y otra figura femenina que lleva una túnica y un peplum superpuesto en el hombro derecho como un chal. Ambas esculturas fueron probablemente importadas, ya sea en conquistas helénicas durante la colonización, o mediante el comercio. Están pintadas con los colores helenísticos favoritos de los reyes que entonces regían allí.
Las bandas ornamentales de los ritones representan escenas de la mitología griega. Las figuras son helenísticas, aunque los personajes son algo toscos y algunos temas de las historias griegas que se muestran no siempre se llegan a entender. Nisa y la provincia de Partia, donde se produjo los orígenes del imperio Parto, se encontraba junto al Reino grecobactriano y por lo tanto se cree que influyeron en el comienzo del arte de los partos, o que los ritones se hicieron en Bactria y llegaron a Nisa como botín.

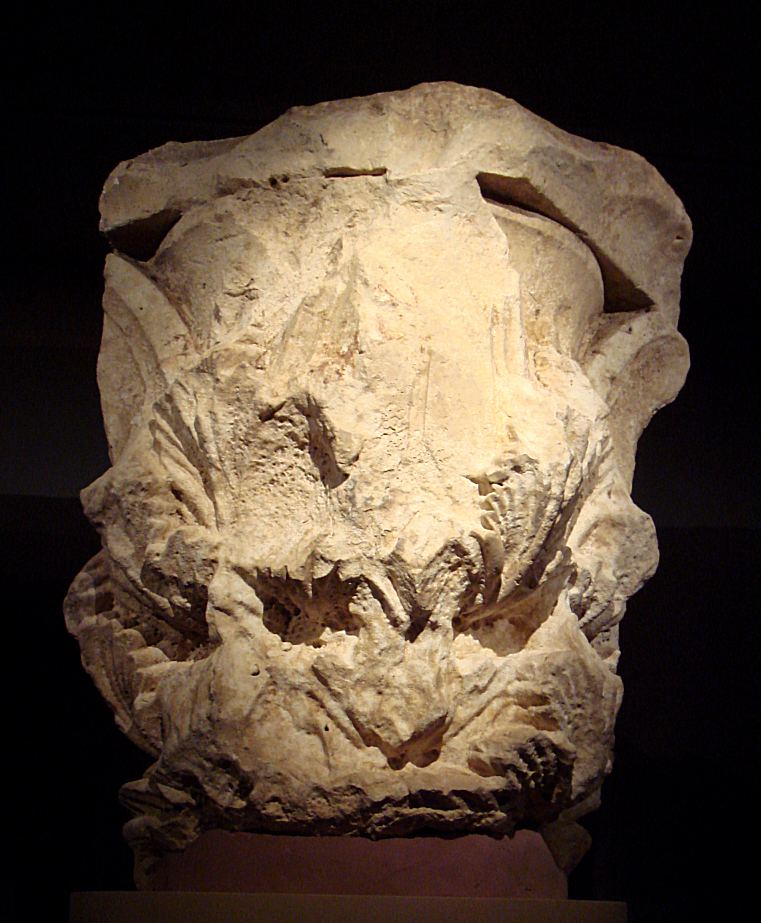
Capitel helenístico encontrado en Balh (antigua Bactriana).

La arquitectura también muestra importantes influencias griegas, junto con algunos elementos iraníes desde su comienzo. Las decoraciones arquitectónicas en Nisa suelen ser griegas. Había capiteles jónicos y corintios con hojas de acanto. Sin embargo, las almenas y fortificaciones de Nisa, tienen su origen más cercanas a las estructuras iraníes. La «casa cuadrada de Nisa» mide 38 x 38 metros y consta de un gran patio decorado por los cuatro lados con columnas. Tras él se encuentran las salas de cuatro lados alargados, en las paredes de las cuales hay adosados unos bancos. El edificio quizá sirvió como tesorería real y fue construido de ladrillo crudo, siguiendo seguramente las modas contemporáneas, que recuerda la construcción de las palestras griegas. En general, Nisa aparece como una colonia de corte real helenística, que apenas se diferencia poco de otras residencias helenísticas contemporáneas. Esto también es evidente en Ai Khanoum donde se encontró una residencia real del Reino grecobactriano. Daniel Schlumberger deseaba que estos ejemplos de esta fase, no se clasificaran como arte de los partos.
Sin inscripciones y excavaciones precisas de los primeros hallazgos de los seleucidas, los edificios partos son a menudo difíciles de distinguir. A Khurab hoy Irán, se encuentra una gran mansión con columnas jónicas y dóricas. Las proporciones de los componentes individuales -los pilares largos y delgados- sugieren que esta casa tenía un arquitecto puramente griego. La fecha exacta es, por tanto controvertida.

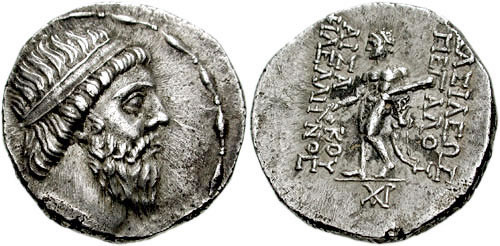
Moneda de Mitrídates I de Partia.

Este estilo helenístico del periodo parto temprano también fue utilizado en la acuñación de las monedas de los gobernantes partos. Las primeras muestras son difíciles de determinar, pero están realizadas, sin duda, en el estilo griego, aunque los gobernantes partos llevan sus atributos, lo que da a la moneda una apariencia amalgamada. Bajo el mandato de Mitrídates I de Partia, que conquistó gran parte del helenístico imperio seléucida, las monedas son apenas distinguibles de las cortes reales helenísticas. También es importante señalar que los partos únicamente acuñaron monedas de plata y monedas de cobre, pero nunca de oro. Las pocas monedas de oro conocidas parecen haber sido realizadas por príncipes locales y propiedades de prestigio en la esfera de influencia de los partos.

### Fase Partia
El estilo griego continuó realizándose en la producción de arte de muchos lugares de Partia en las tradiciones prehelenísticas. En Asiria hay dos estelas, que se ejecutaron en un estilo de arte helenístico, sin embargo, cada uno de ellos muestran a un hombre con vestimenta parta. La figura y la cabeza se muestran de perfil y son por tanto de tradición mesopotámica. Una tercera estela tiene una figura similar, pero con su cara mirando al frente. En el imperio Parto se efectuaron diversas técnicas artísticas al mismo tiempo y no se sabe cuál de estas estelas pertenecen a una época correcta.

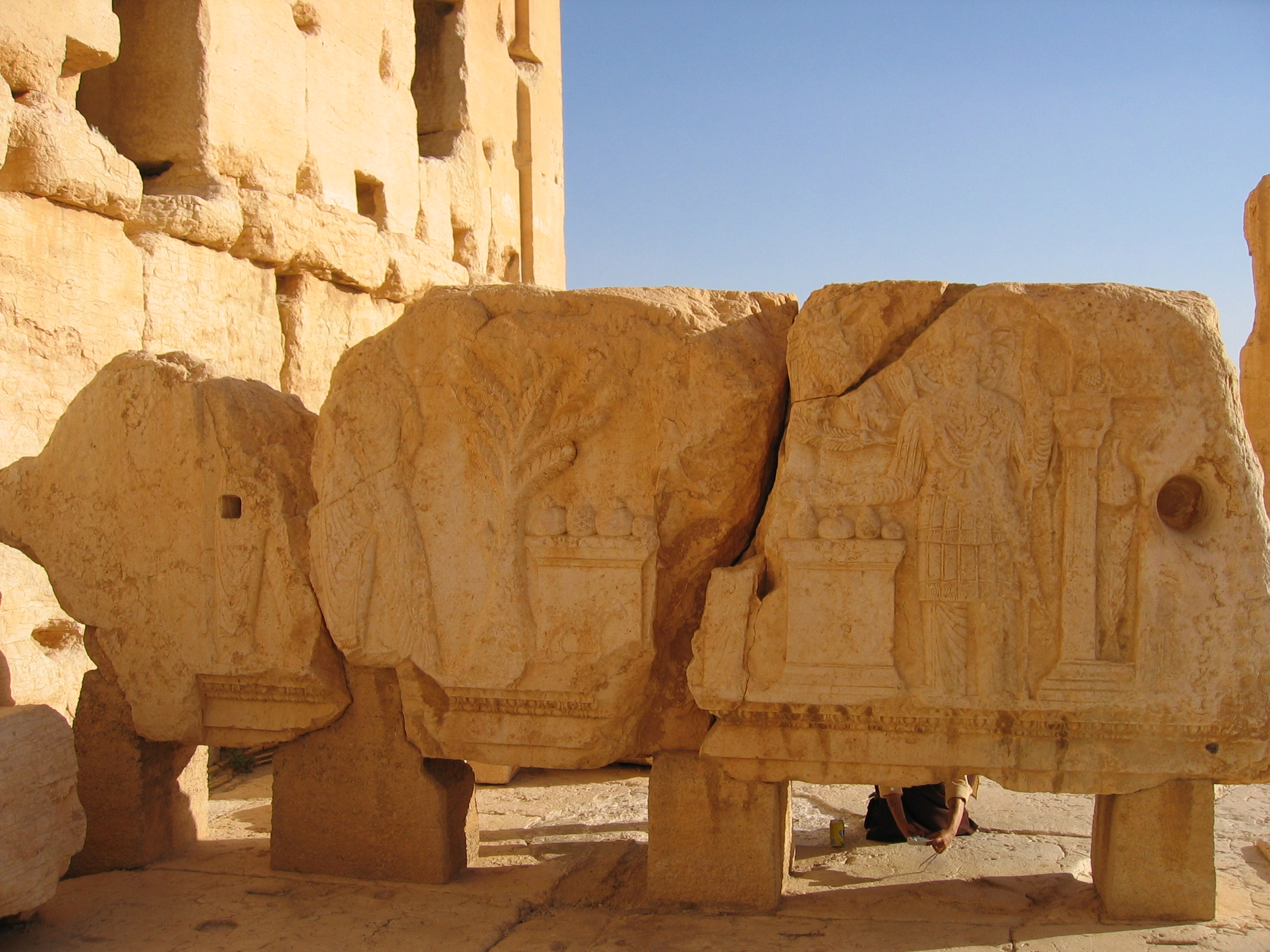
Relieve del templo de Bel en Palmira.

Una estela que data del año 31 de Dura Europos, muestra al dios Zeus consagrando a Seleuco I Nicátor cuando fue erigido. La cabeza y el tórax de Zeus se representan frontalmente, pero las piernas están realizadas de perfil. El templo de Bel de Palmira, que con seguridad puede datarse del siglo I fue fundado el 6 de abril del año 32, en un nuevo estilo. Los relieves muestran probablemente mitos, Pero su contenido no se conoce a partir de fuentes escritas, por lo que las representaciones únicamente pueden ser interpretadas visualmente y por lo tanto son incomprensibles. Las figuras se muestran frontalmente, también en las representaciones de narraciones de los personajes que se dirigen al espectador de los relieves y no a los otros personajes de la escena. El origen de la frontalidad que caracteriza Palmira y el arte de los partos es un tema controvertido; mientras que el origen de los partos ha sido sugerido por Daniel Schlumberger, Michael Avi-Yonah sostiene que era una tradición siria local la que influyó en el arte del imperio Parto.

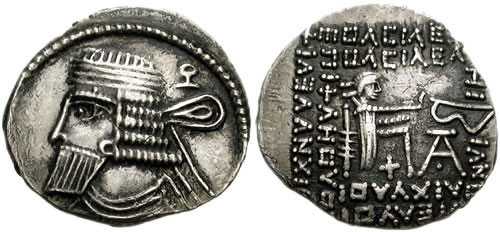
Moneda de Vologases I de Partia.

Por lo tanto, puede determinarse que a partir de cerca del siglo I en el imperio Parto existió un nuevo estilo de arte, que se caracteriza principalmente por las vistas frontales de las figuras, por un linealismo y una representación hierática. Este carácter se aleja de los modelos griegos anteriores, e incluye, aunque no directamente, al arte prehelenístico, aunque la hierática y el linealismo también se pueden encontrar en el arte del Próximo Oriente Antiguo. Este estilo parece haberse originado en Mesopotamia, en particular en Babilonia.
El mejor ejemplo de la aparición de un nuevo estilo es en la acuñación contemporánea. Las imágenes de los reyes partos son a menudo muy estilizadas en el siglo I. Formas angulares sustituyeron las redondas, fluyen formas de estilo griego, al menos que prevalecen más, sobre el perfil de las monedas. Desde aproximadamente el año 50 a. C. en adelante, los partos vivieron frecuentes enfrentamientos con Roma. El nuevo estilo es, por tanto, tal vez una salida deliberada de las tradiciones helenísticas y el retorno a sus propias tradiciones y valores.

## Arquitectura

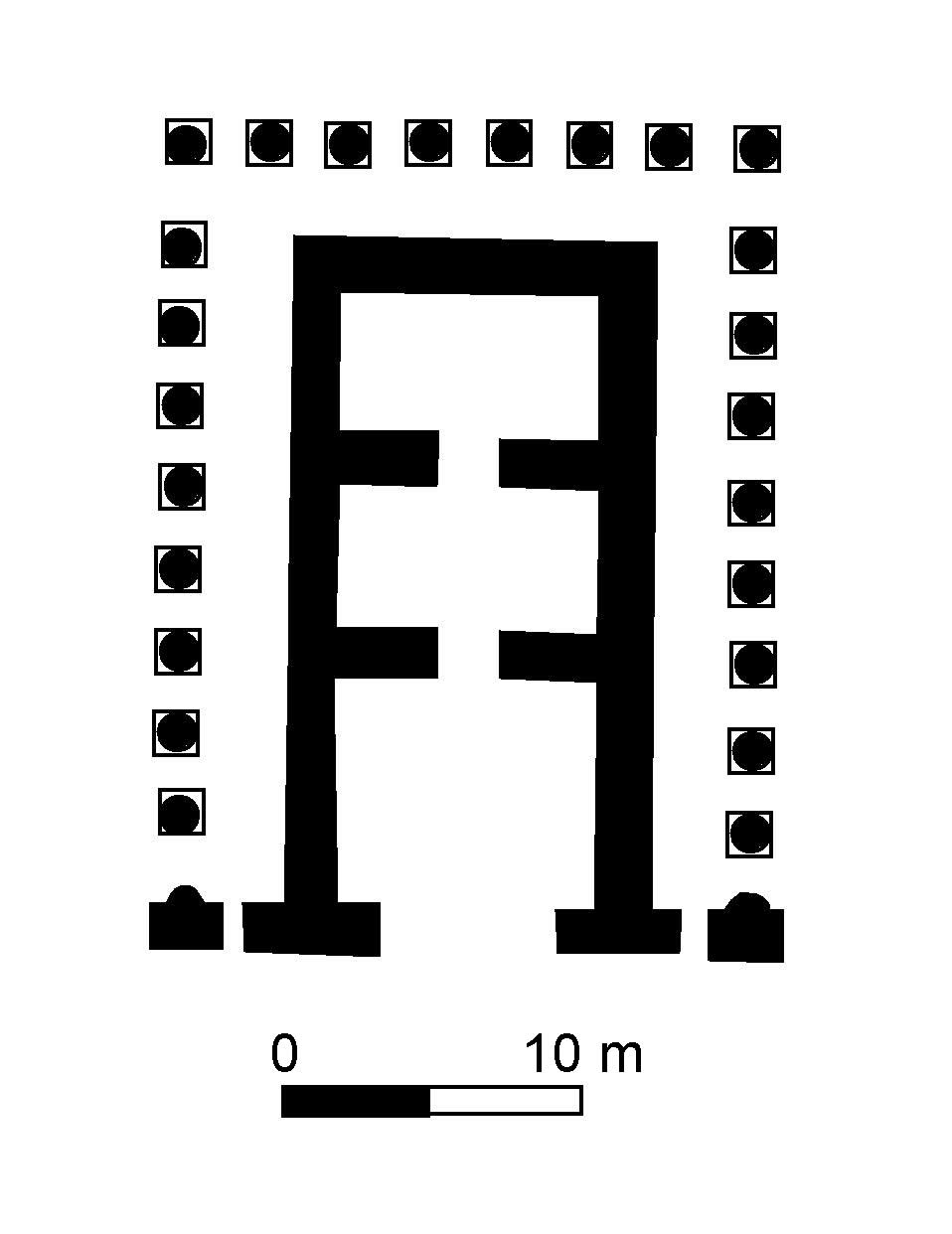
Temple de los partos en Asiria.

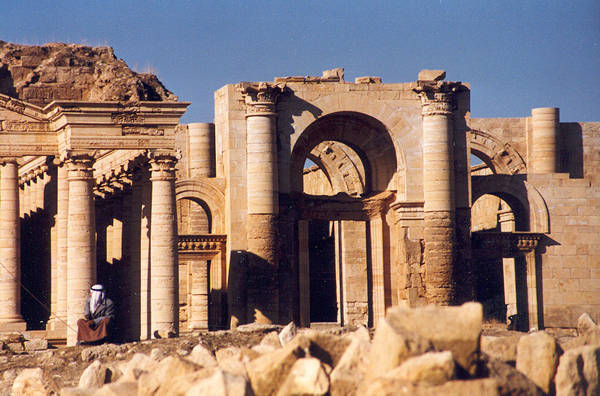
Templo en Hatra.

En la arquitectura, hay una mezcla de elementos de la arquitectura en la Antigua Grecia y de las orientales con nuevas formas, especialmente como en un nuevo diseño, de una sala grande, abierta a un patio. Esta apertura era, por regla general, una arcada; se encuentra como una unidad estructural que no está realmente cerrada, pero no está tampoco completamente abierta. Otra peculiaridad de la arquitectura de los partos es la alienación de la construcción de estructuras clásicas.
En Asiria, un palacio de los partos de modelo griego fue realizado con un patio de entrada aunque con algunas diferencias. En el centro del palacio había un gran patio y cada uno de los cuatro lados estaba formado por un arco. Las fachadas del patio estaban ricamente decoradas con estuco.
El templo del Sol Mitra en Hatra se parece a primera vista a un templo grecorromano. El tipo de yuxtaposición de ciertas estructuras clásicas, sin embargo, es de los partos. Al pie del naos hay un podio que está rodeado en tres lados por dos filas de columnas. La parte frontal está adornada por una escalera, que está flanqueado los lados de la fila exterior de columnas. La fila exterior de pilares se colocan en la base decorados con escenas. La fila interior de las columnas se encuentra en el podio y tiene capiteles jónicos. El frontón de la fachada del templo muestra un arco. Los dinteles y frontones están ricamente decorados con elementos arquitectónicos.
Un templo similar se encontró en Asiria, que consta de tres cámaras consecutivas con el Sancta sanctorum como la última sala. Cerca del templo las columnas están presentes, se parece a un templo griego. El hecho de que las columnas estén únicamente en tres de sus lados, y que el frente no estaba decorado con columnas, indica un modo particular de la arquitectura de los partos. En muchos templos griegos, las columnas quizás tampoco estaban presentes en un lado, pero rara vez no era en la entrada o en el frente del templo.

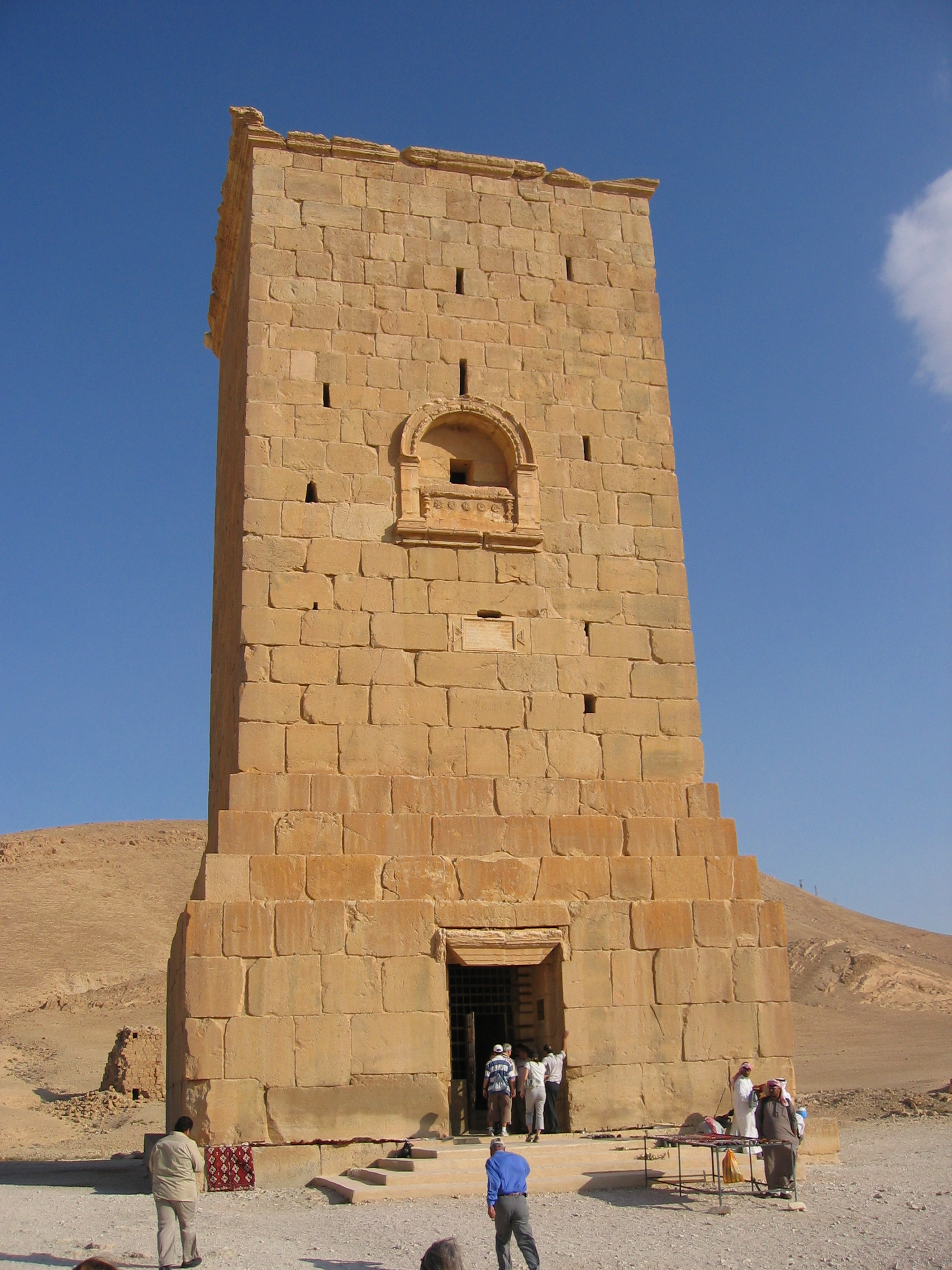
Torre tumba en Palmira.

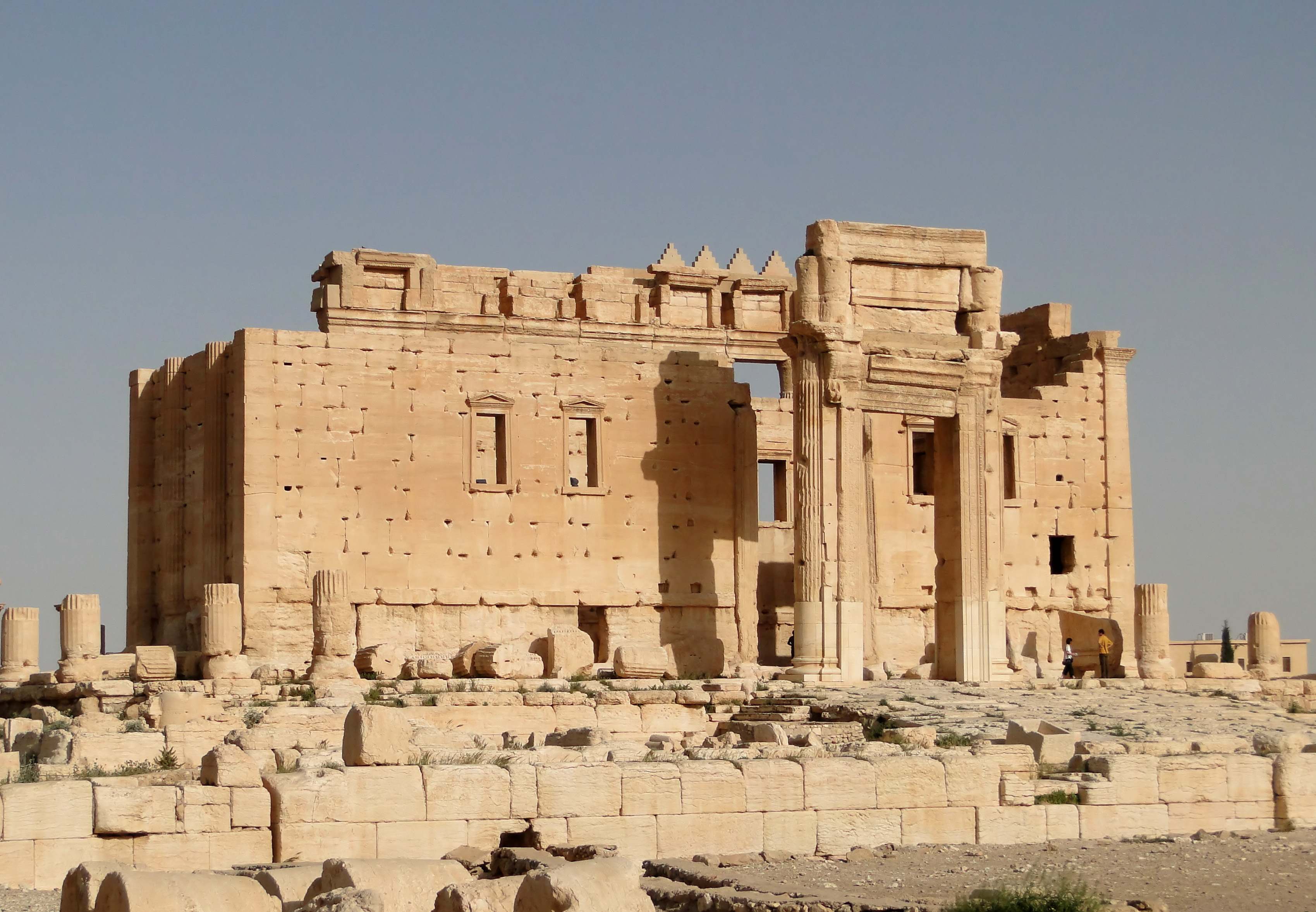
Templo de Bel en Palmira.

Otros templos parecen estar construidos más en las tradiciones orientales. En el centro del complejo de templos de Hatra existe una serie de arcos yuxtapuestos, con dos arcos principales, flanqueados por varias cámaras pequeñas. También hay seis arcos más pequeños en el espacio circundante. El complejo se encuentra en un podio elevado. La fachada está dividida por pilastras y tiene nuevamente ricas decoraciones arquitectónicas, especialmente esculturas de personajes, y también de animales.
En Uruk todavía se encuentra el templo de Gareus construido enteramente de ladrillo cocido, con unas dimensiones de unos 10 metros de largo por 8 metros de ancho. El interior se parece a los templos babilónicos con un vestíbulo y una celda. La fachada del edificio está decorada con arcos ciegos. Delante del edificio había seis columnas con capiteles jónicos. Un friso representa dragones y tiene por tanto más carácter oriental. En general, aquí nuevamente hay una mezcla de influencias helenísticas y orientales.
Los templos en Dura Europos son arquitectónicamente más bien simples. Había varias cámaras dispuestas alrededor de un patio central. El Sancta sanctorum se encuentra sobre todo en la parte posterior de la unidad y podría remarcarse por columnas en la entrada. Las otras cámaras alrededor del patio se utilizaron para banquetes, como cámara de sacerdote, o como lugares de culto.
En la necrópolis de Palmira había varios tipos de tumbas. Hay torres tumba estructuralmente complejas, que también están presentes en Dura Europos al Éufrates , así como en otros lugares, pero no en otras sitios de Siria. Se trata de edificios cuadrados que tenían hasta cinco pisos de altura. El interior del espacio era ofrecido para varios cientos de muertos y fueron a menudo ricamente decorados con esculturas. Estas tumbas son un desarrollo de las tradiciones semíticas y no tienen relación con la arquitectura iraní.
El templo en Palmira aparece helenístico-romano a primera vista y a menudo únicamente es en pequeños detalles que lo distinguen de los del mundo mediterráneo. En general, la arquitectura de la ciudad es más romana-siria con algunas peculiaridades que son típicas de los partos. El templo de Bel se encuentra en un patio amurallado, que está decorado con columnas y forma un peristilo rodio. El templo real en el centro del complejo es un templo períptero. Inusual, sin embargo, es que en la entrada principal tiene una escalera situada en el lado más largo del templo y no en el lado corto. El techo del templo está decorado con almenas escalonadas. 

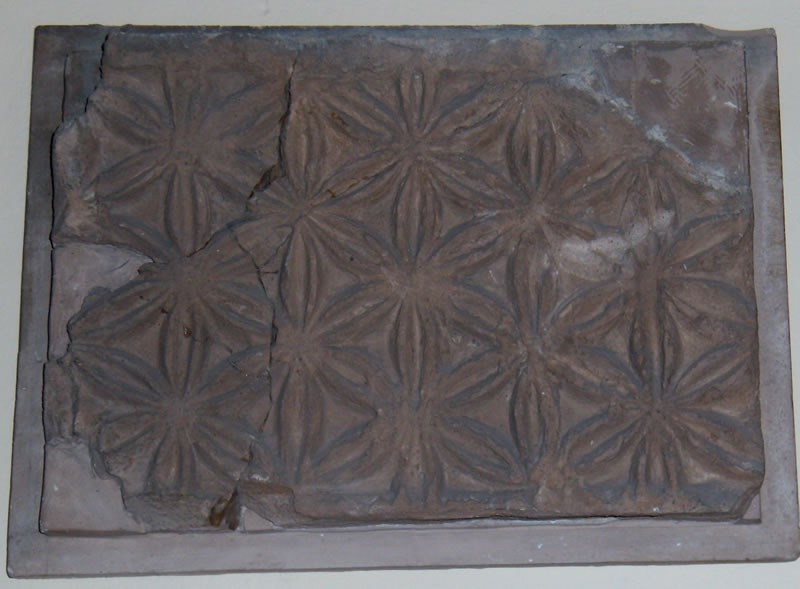
Ejemplo de decoración con estuco, (Assur).

Se utilizó en los edificios partos, abundante estuco ornamental para la decoración arquitectónica, por un lado, para continuar con el patrón griego, pero también con su propio modelo nuevo. El estuco en sí había sido introducido por los griegos, y pronto encontró popularidad en la región bajo los partos. Los diseños en la pared de estuco se pueden encontrar en las columnas y en bandas ornamentales.
Los pilares de estuco se colocan en general solamente en la pared y son simplemente elementos ornamentales. No tienen ninguna función de apoyo y no dan la profundidad de la pared, como era común en la arquitectura grecorromana. Estos pilares constan en general de materiales que estaban disponibles localmente. En Mesopotamia, por tanto, muchos edificios se construyeron de ladrillo, y también de estuco. Por contraste, la piedra caliza en Hatra y Palmira fue el material predominante. Los arcos se utilizaron abundantemente en la arquitectura de los partos, especialmente por encima de los pasillos.

## Escultura

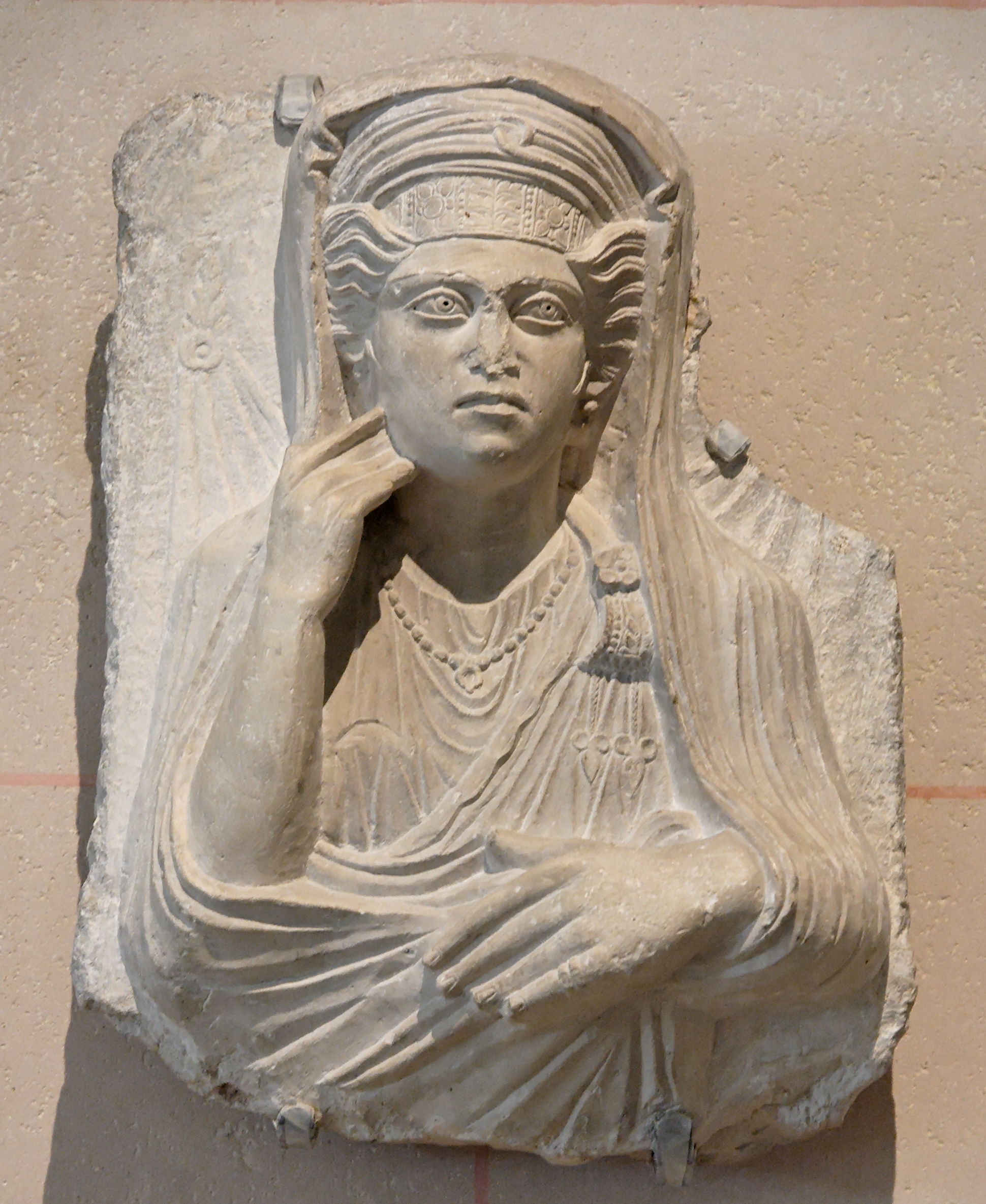
Relieve de una mujer en una tumba en Palmira.

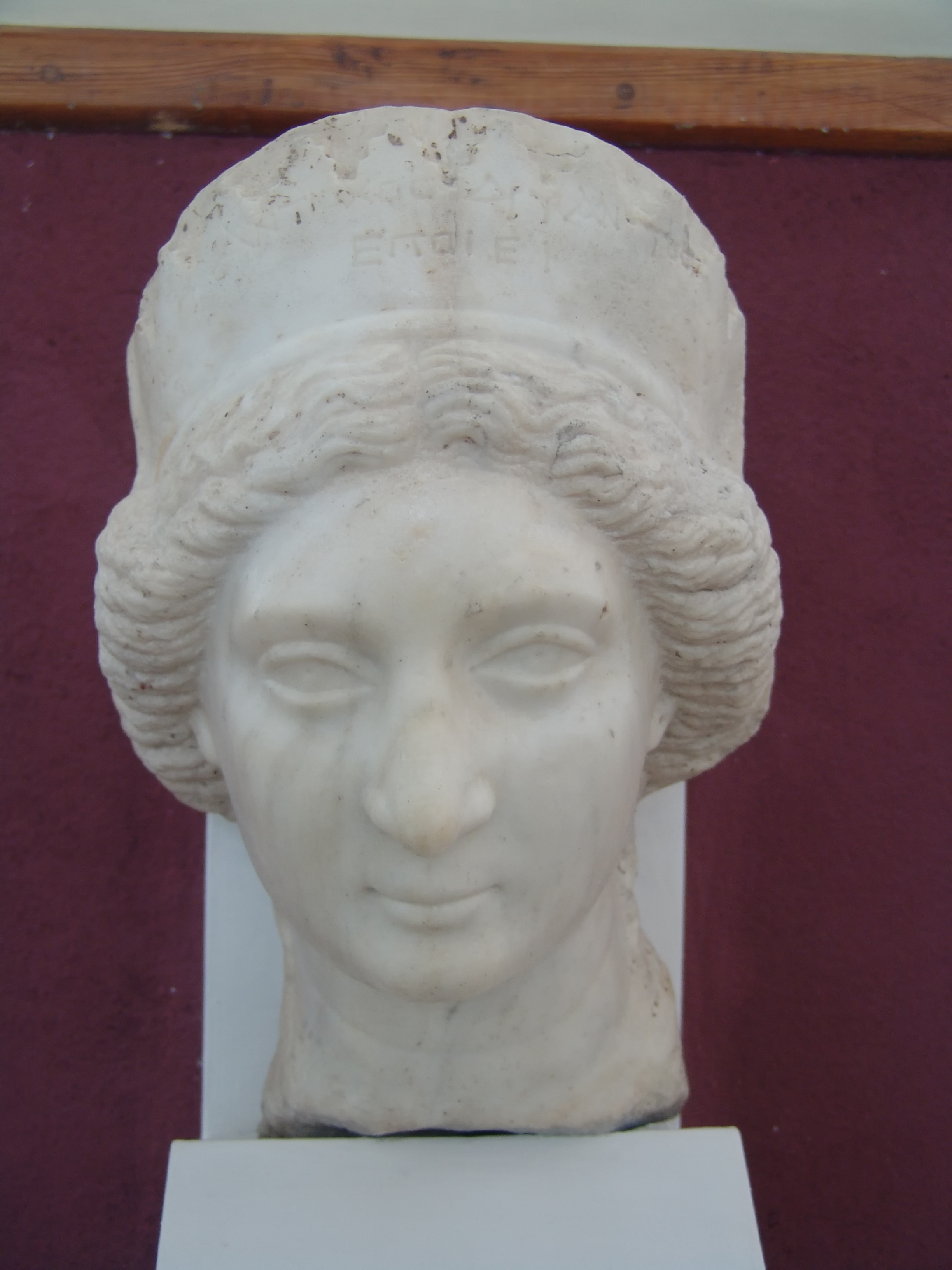
Escultura de una reina o diosa en Susa.

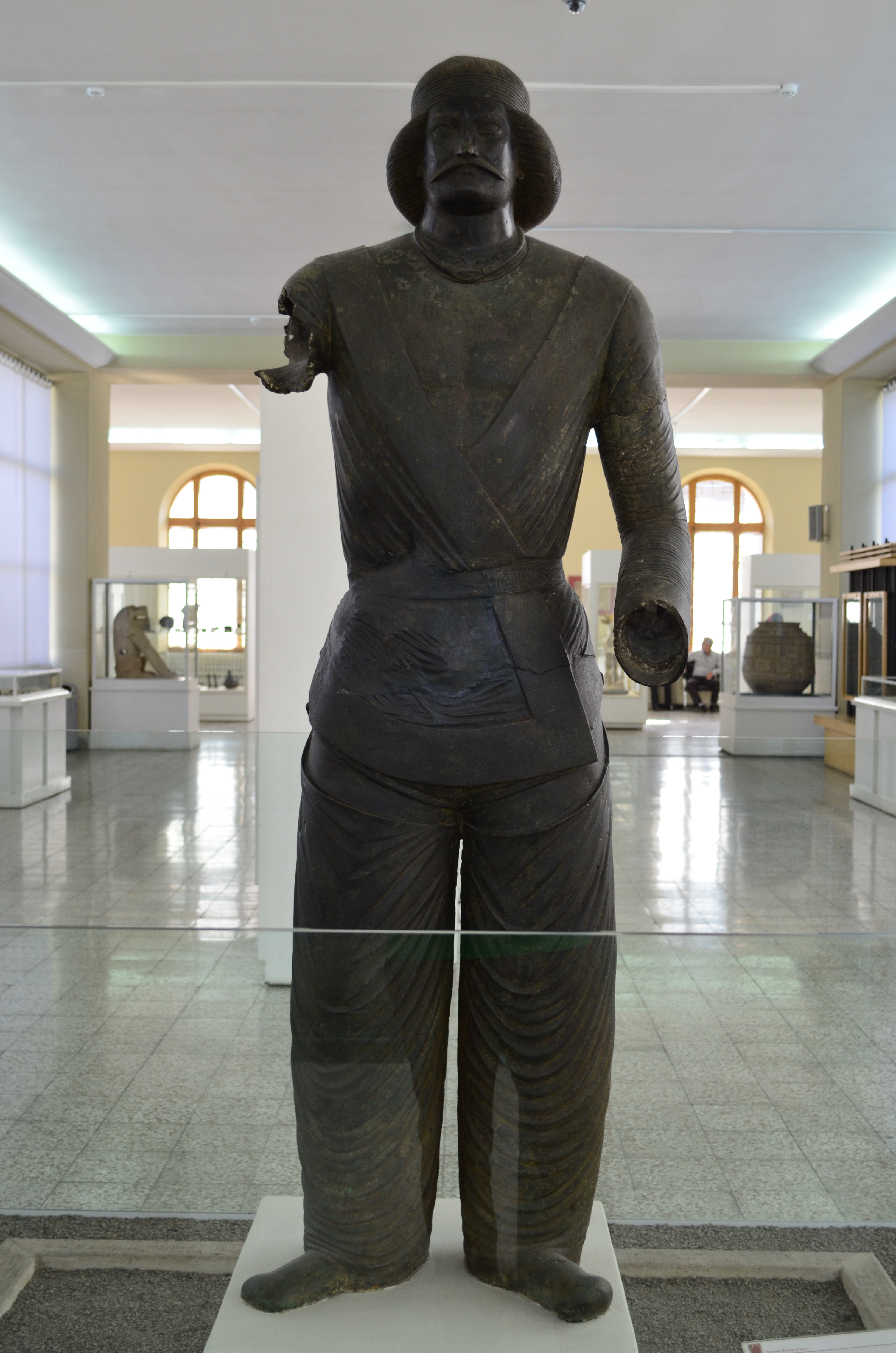
Escultura de un príncipe local parto encontrado en Elymaida.

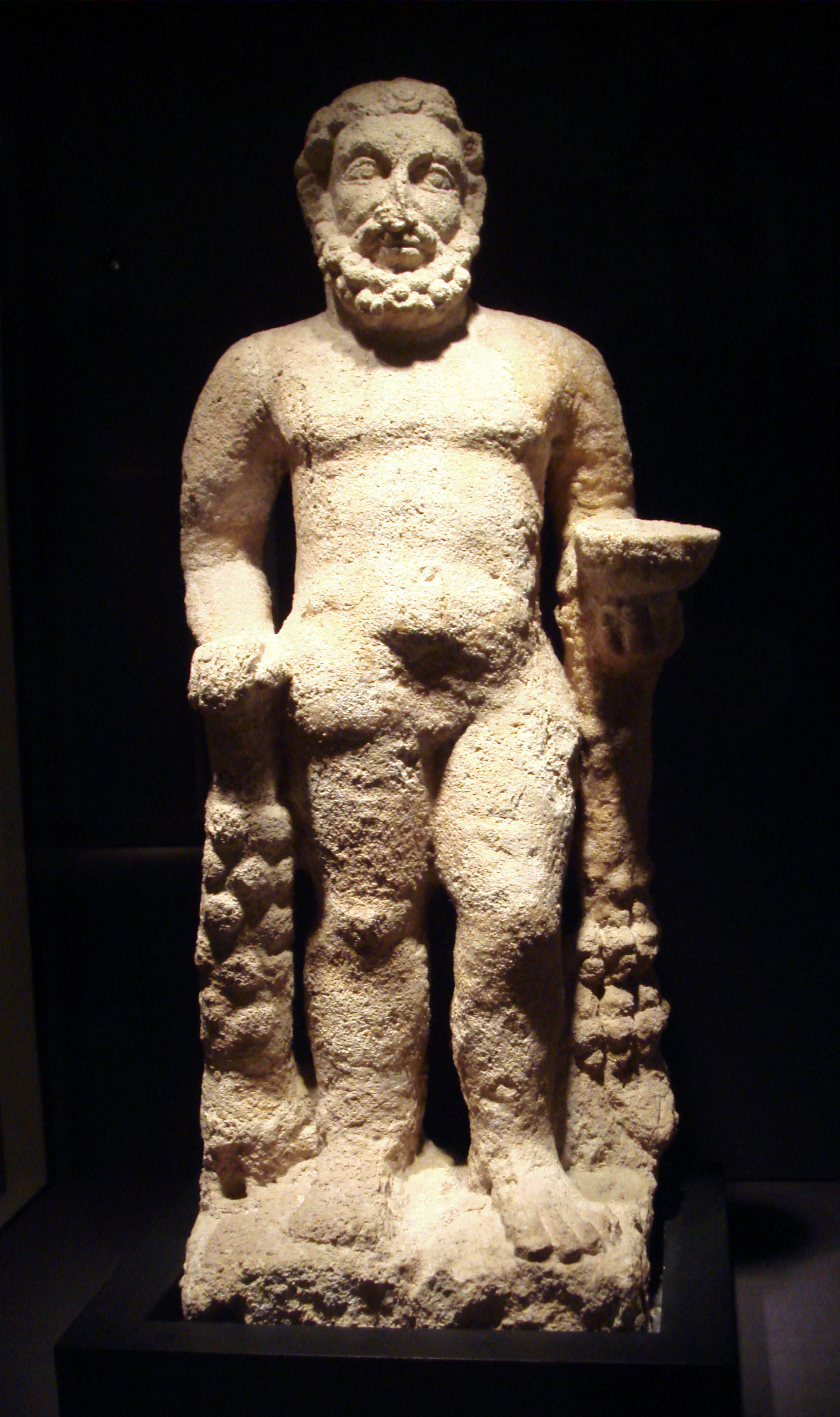
Estatua de Hércules en Hatra.

Los mismos elementos descritos para la técnica de la pintura también están presentes en las esculturas del arte del imperio Parto. Las esculturas en piedra caliza, mármol y bronce, se diseñan en general de frente. También dentro de la interacción del grupo entre escenas de personajes no se observa participación entre ellos, en su lugar están completamente orientados al espectador. 
Muchos ejemplos de escultura del período parto se encuentran en Palmira, donde las tumbas de la clase alta local estaban ricamente decoradas, representando las vidas de los muertos. Hubo tres tipos de monumentos, las placas, la entrada a las instalaciones de las tumbas y los sarcófagos decorados que se extiende sobre la tapa del difunto en general y en el lado, mostrando un banquete. Pocas de estas imágenes dan la impresión de retratos reales. Las caras de los muertos parecen estilizadas y glorificadas. Los hombres y las mujeres se reproducen, en general, con la parte superior del cuerpo y ricamente adornados con joyas. Las mujeres suelen llevar las modas de ropa helenísticas mientras que los hombres se representan tradicionalmente con el uso de ropa iraní, especialmente los pantalones. En Palmira están presentes esculturas de piedra, pero probablemente fueron más tarde fundidas en bronce. Las estatuas decoraron las calles de la ciudad estando erigidos en honor de los ciudadanos nobles y ricos. Muchas de las inscripciones de la base de estas estatuas se conservan. Las inscripciones testifican las estatuas de honor que merecen los ciudadanos y también se citan las ciudades partes, pero no todas se ejecutaron.
Hatra por el contrario, tenía numerosas estatuas de piedra que representan deidades o gobernantes locales y sus familiares. La clase alta local donaba las estatuas a los templos de la ciudad, donde fueron encontradas durante las excavaciones. Muchas de estas obras están fechadas, precisamente por las inscripciones del donante y dan un marco cronológico. Hay también a veces la mención del nombre de un escultor, como Aba o Schabaz. Además de las obras realizadas en clásica tradición greco-helenística -especialmente de las deidades clásicas- que muestran las personas sentadas o de pie, cara a cara y vestidos con la moda de los partos y su rica decoración. Los hombres usaban zapatos, pantalones con una túnica sobre ellos y sobre la túnica, algunos hombres, utilizaban una especie de chaqueta. A menudo se puede ver en el lado izquierdo una daga y una espada en la cadera derecha. Los reyes llevaban una diadema o una tiara con la imagen de un águila. La mano derecha se levanta en general en un gesto de adoración hacia la parte superior, la mano izquierda sostiene una espada o una rama de palma. Otras estatuas llevan en ambas manos una estatua de una divinidad. Es sorprendente la atención al detalle, en todos los patrones de las decoraciones, armas y joyas que se reproducen exactamente.
En Susa se encontró la escultura de una cabeza de mujer de mármol (Teherán , Museo Nacional de Irán, Inv. Núm. 2452), que es una de las más famosas obras de arte de la época de los partos. La cabeza es proporcionalmente algo más grande que el natural. La cara es amplia con una nariz larga y delgado. Los globos oculares no se modelan, pero la pupila está indicada por un punto. La boca se moldea suavemente con los labios finos. La mujer lleva una corona pesada, en la que está la inscripción: «hecha por Antíoco, hijo de Dryas.» En la parte posterior, se ve un velo, esta parte de la estatua en su conjunto se trabajó poco, lo que indica que la cabeza fue diseñada para ser vista frontalmente. Seguramente estuvo alguna vez incrustada en un cuerpo hecho por separado. La alta calidad de la obra provocó un amplio debate en la investigación del arte de los partos. El modelado de la cara es una reminiscencia del arte helenístico. Además, el casco es similar a los estilos helenísticos, pero otros detalles son claramente iraníes. En consecuencia, se ha sugerido que este es un trabajo del mundo grecorromano, que fue vuelto a trabajar a nivel local.
La obra más famosa del arte de los partos es la estatua de bronce de un príncipe local que se encuentra en la provincia iraní de la etnia bajtiari. Fue encontrado por unos agricultores en los restos de un pequeño santuario de dioses griegos y reyes seléucidas, que eventualmente se convirtió en el culto de los dioses y de los gobernantes del pasado. La estatua está casi perfectamente conservada, solo le faltan las manos. Fue hecha de dos partes, el cuerpo y la cabeza, realizadas separadamente y posteriormente montadas. El príncipe está de pie con vestido con ropa de los partos y una daga en el costado. Lleva el pelo largo y un bigote, viste pantalones largos y una túnica que deja el pecho parcialmente expuesto. La figura está alineada frontalmente, irradiando poder y autoridad, la cabeza parece pequeña proporcionalmente.
Daniel Schlumberger explica que sin duda hubo un personaje específico que habría vestido así. Aquí es un noble típico de los partos, como puede verse en los detalles del vestido. Una inscripción en la base se lo asigna a una persona. La datación es incierta, y puede estar entre el siglo II a. C. y el siglo II d. C. [50] El príncipe aún no ha sido identificado, sin embargo, a menudo se supone que perteneció a la familia de los Surena del imperio Parto. La alta calidad de la obra provocó un intenso debate sobre el lugar de su fabricación. Las teorías van desde Susa a un artista de Palmira.
Además de estas esculturas en un estilo más oriental/parto, había restos más helenísticas. Muchas de estas obras fueron probablemente importadas desde el imperio Romanoprincipalmente la mayoría de las obras de arte a Hatra. Hay otras esculturas más helénicas desde el momento que el arte parto fue fuertemente orientado por el arte helenístico, o también pudo originarse a partir de la época del imperio seléucida.
A Seleucia del Tigris, hay una estatua de una diosa, que se origina claramente en la tradición helenística. Se trata de una figura de 56 cm de mármol, de piedra caliza y estuco. La mujer lleva una túnica y un manto sobre ella y en la cabeza una diadema. La fecha exacta de la obra es casi imposible de dar, pero se encontró en las secciones de la ciudad por las excavadoras y se asocia con la conquista de la ciudad por el emperador romano Trajano (año 116). De la misma ciudad procede una figura de bronce de Hércules. Según la inscripción se trata de Charakene -una parte del imperio Parto-, alrededor del año 150 como botín de guerra en la ciudad y no adornaba el templo de Apolo. El trabajo es claramente helenístico, pero estuvo en Charakene durante casi 300 años antes de que llegara a Seleucia del Tigris.

### Relieves
Existen esencialmente dos tipos diferentes de relieves. Hay tallas sobre una placa posterior que se relaciona muy estrechamente y formalmente con la técnica de esculturas completas. Además, también hay relieves planos, en los que las figuras se tratan como grabados de unos pocos centímetros en la piedra. Estos relieves continúan las tradiciones de Asiria y Persia, o prehelenístico, y son visualmente similares a las pinturas. Aquí, como en la pintura, hay representaciones narrativas. Los personajes están colocados frontalmente al espectador. Especialmente en el suroeste de Irán actual, en la antigua Elimaida, muchos relieves en roca de este estilo, fueron cortados en lugares al aire libre. Su ejecución es en su mayoría bastante tosca.

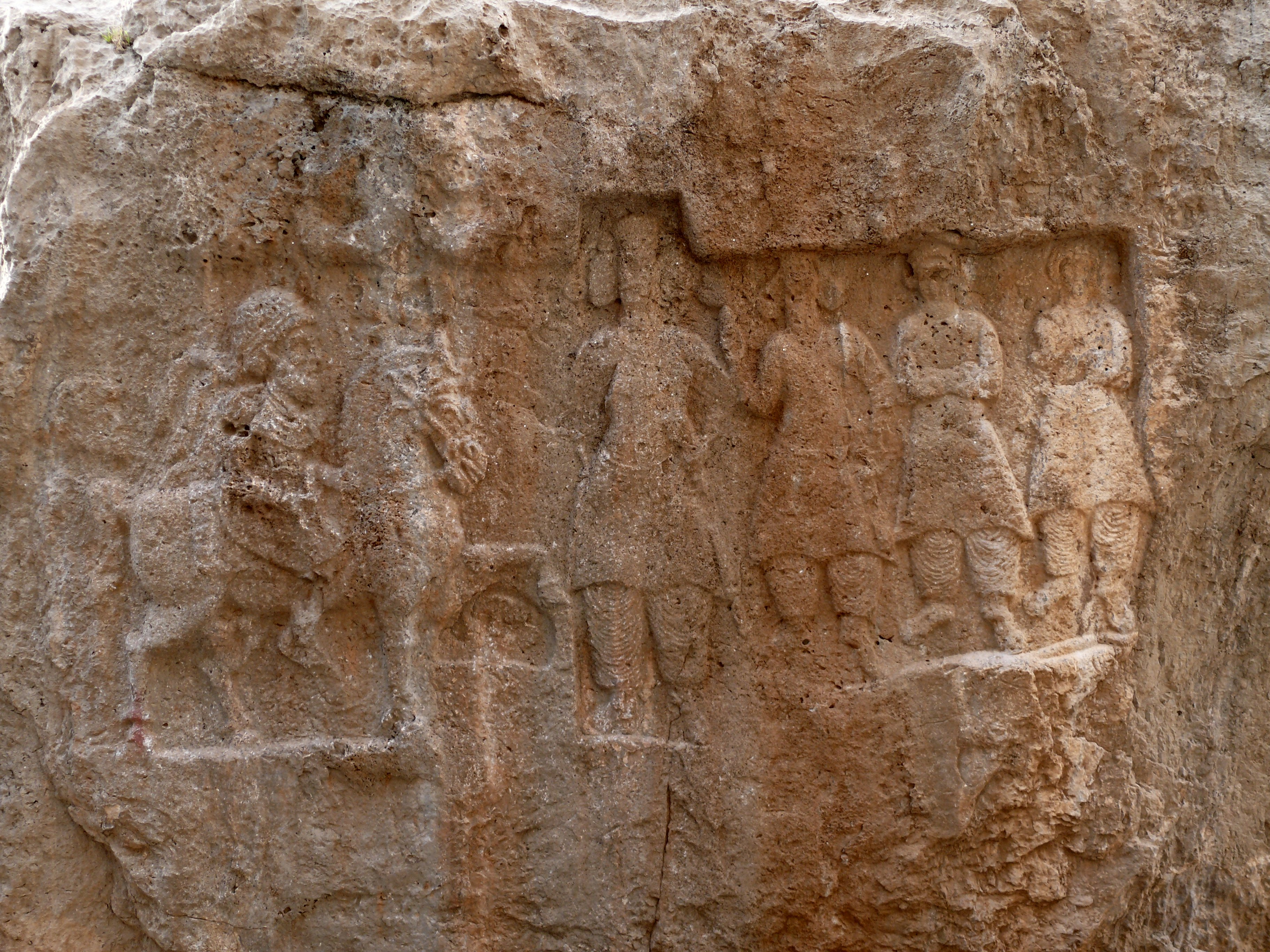
Relieve de la victoria de Mitridates I de Partia.

Uno de los más conocidos relieves es una escena con seis hombres en Hung-y Nauruzi. En medio de la escena, el personaje principal está en vista frontal y vestido como los partos. A la derecha hay otros tres hombres, aunque realizados algo más pequeños. A la izquierda se encuentra un jinete sobre un caballo, la figura se muestra de perfil, detrás del jinete sigue otro hombre, también de perfil. La diferencia estilística entre el arte helenístico retratado en varios personajes y reproducido al estilo de los partos en otros personajes, condujo a la hipótesis de que los cuatro hombres del lado derecho fueron posteriormente tallados en la roca. El jinete probablemente representa un rey, y se ha identificado como Mitridates I, que conquistó Elimaida entre 140/139 a. C., cuando el arte parto era todavía realizado en carácter helenístico. En consecuencia, el relieve está celebrando su victoria. Esta interpretación, sin embargo ha sido rechazada y cambiada por la teoría de que el jinete es un gobernante local de Elimaida. Otros relieves muestran a menudo grupos de hombres, hombres solos, y también la figura de Heracles. La mayoría de relevos son helenísticos, mientras que los últimos realizados están más cercanos al arte iraní-parto.

### Terracota
Hubo un número considerable de figuras de terracota hechas de este material en muchos lugares de Partia. Estas obras se pueden dividirse en dos grupos estilísticamente. De un lado las griegas o influidas y por otro las de Oriente Próximo y más tarde las del propio arte del imperio Parto. La escultura de Heracles parecida al arte griego fue inmensamente popular, ya que se equipara con el dios de los partos Verethragna. Modelos propios de los griegos también fueron responsables de las representaciones de esculturas femeninas desnudas. Las figuras masculinas se representaron vestidas normalmente con vestimenta de típica de los partos.
Uno de los hallazgos más importantes de terracota de los partos fue en Seleucia del Tigris, donde se encontraron múltiples figuras muy detalladas. Se pueden observar dos tipos griegos y orientales presentes en el lugar, yuxtaponiendo la historia de los partos en casi todas las épocas en un mismo lugar. Existe otro hallazgo de este tipo en Susa, donde se hicieron descubrimientos similares.

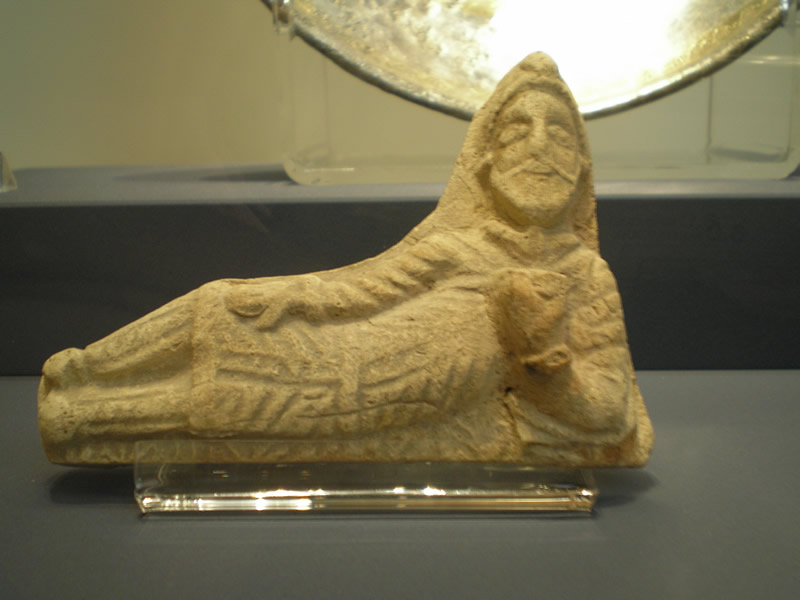
Figura de terracota del art de l'imperi Parto
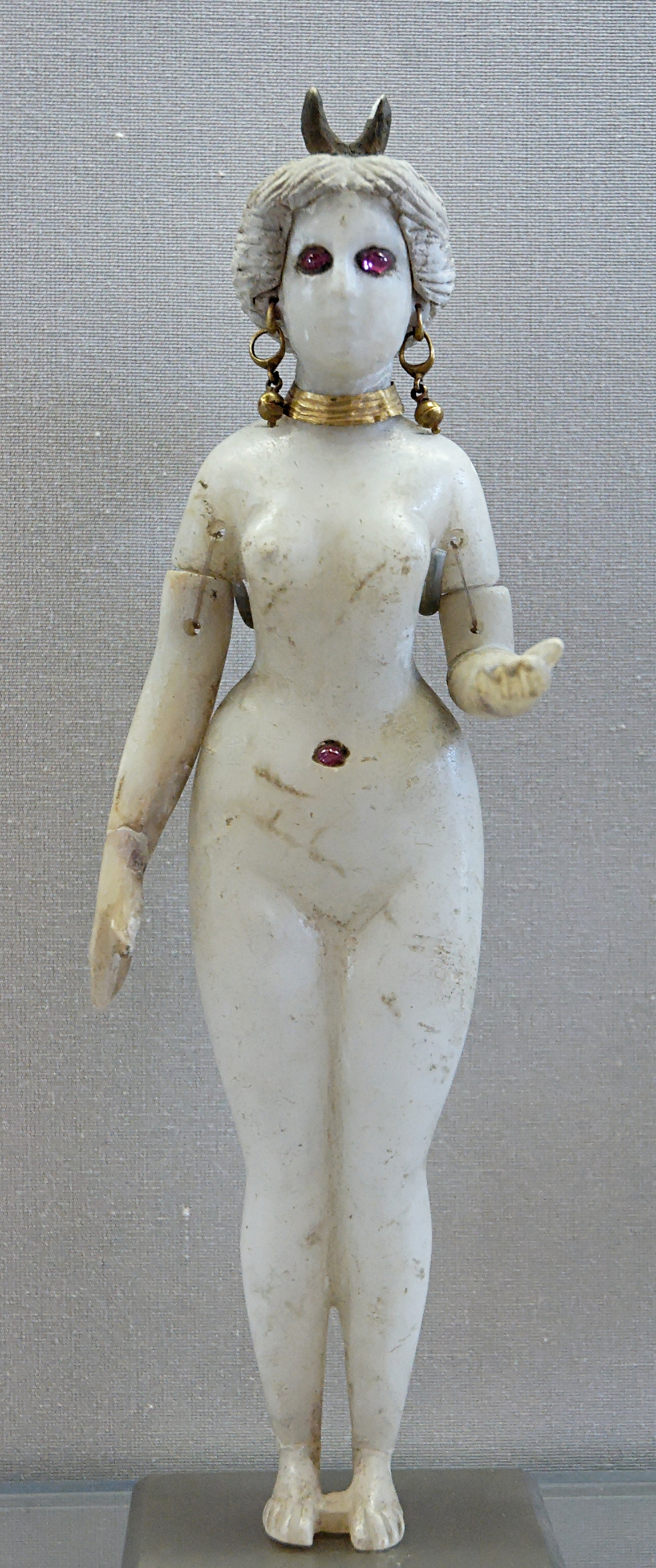
Figura de una diosa.
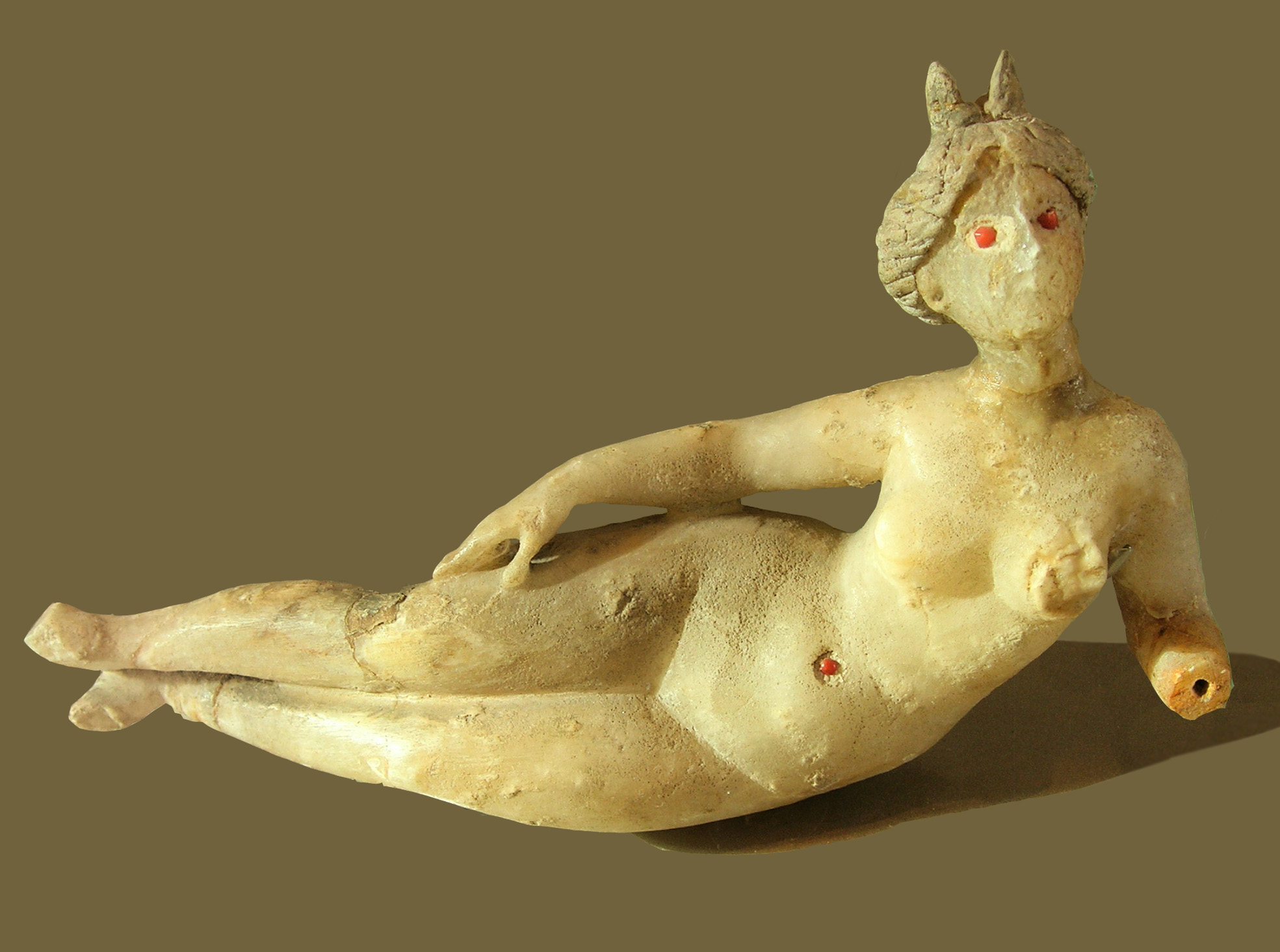
Figura de una divinidad.

## Pintura

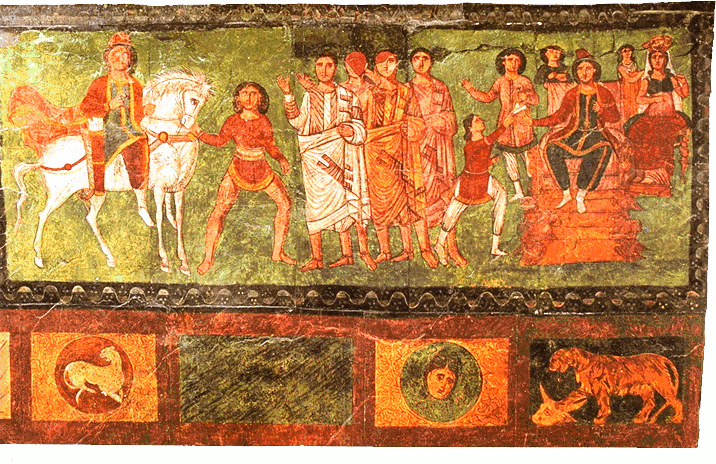
Pinturas en Dura Europos.

Especialmente pronunciado en detalle al arte partos son los murales pintados. Numerosos ejemplos están disponibles en Dura Europos, otros en Palmira y Hatra y fragmentos de esta clase de pintura se han encontrado en Assur y Babilonia. Muchos de los murales proceden de templos y lugares de culto. En la sinagoga y la iglesia de Dura Europos hay principalmente escenas de la Biblia. En el mitraísmo hay escenas de la deidad Mitra. En algunos templos de la ciudad hay personajes de los donantes y sus familiares. Los edificios residenciales fueron mucho menos propensos a ser pintados en el mundo de los partos que en el grecorromano, donde banquetes y escenas de caza ilustraban la vida de la clase y la nobleza gobernante.
Mientras la vista frontal en la pintura helenística era una de sus muchas posibilidades, ahora era la forma general en el arte parto. Las figuras están mirando hacia el observador, y también en escenas narrativas se tiene la sensación de que los personajes individuales ya no interaccionan entre sí. Un cierto espacio de las figuras está indicada para el sombreado en partes individuales del cuerpo. La línea de base, que había tenido un papel importante en el arte oriental, comenzó a no tener ningún significado, la mayor parte de las veces, las figuras parecen flotar libremente en el espacio. La mayoría de las pinturas en Dura Europos fueron encargadas por donantes privados, los cuales fueron representados en las paredes del templo junto con su familia y con sus nombres escritos.
Prácticamente no hay ejemplos de pinturas murales figurativas de las primeras etapas del arte parto, ya que todavía estaban bajo la influencia griega. Se desconoce el principio de la pintura del estilo de los partos por ahora. En Dura Europos los mejores ejemplos partos fueron datados del siglo I en las paredes del templo. Una escena muestra la oferta del general griego Conón. Es una de las pinturas más antiguas conocidas de los partos, y es uno de los ejemplos de más alta calidad del arte del imperio Parto. Donde ya se muestra todas sus características estilísticas. Aunque las figuras individuales están dispuestas en una arquitectura en escorzo, con algunos de ellos en el suelo, la mayoría parece flotar en el espacio. Todas las figuras se muestran frontalmente.

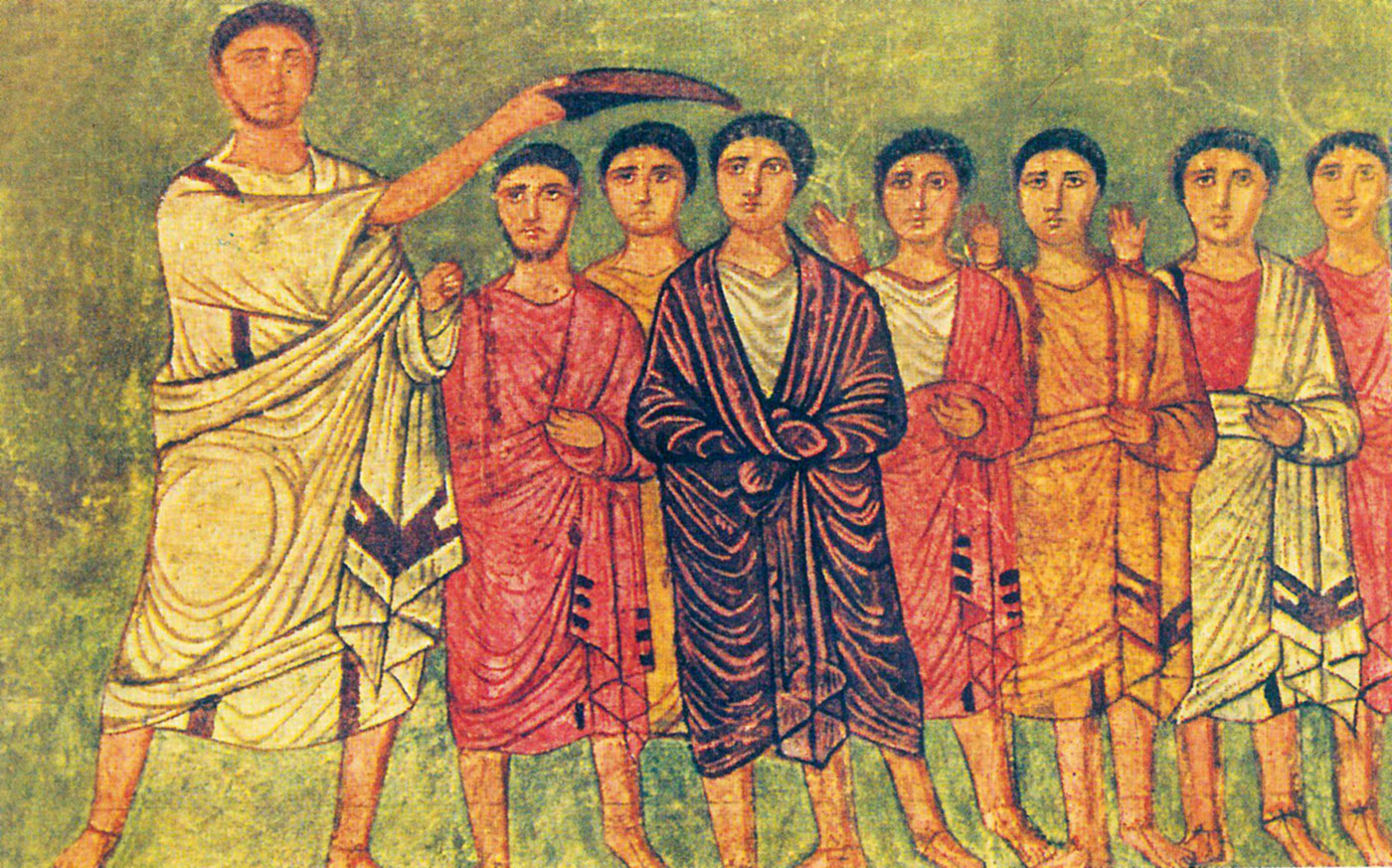
Sinagoga de Dura Europos: Samuel unge al rey David.
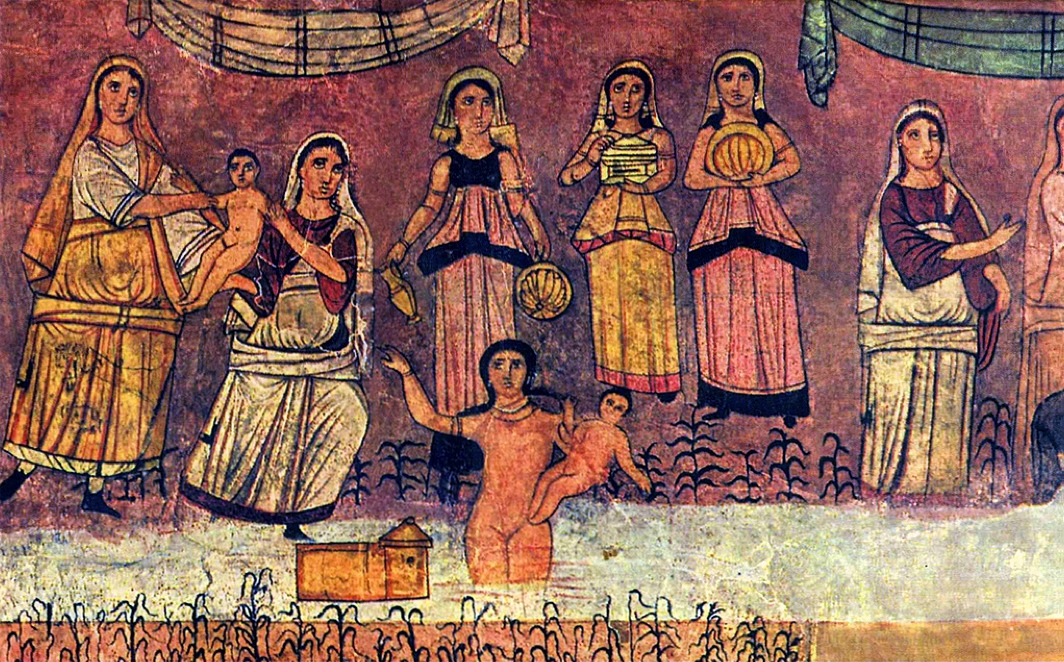
Sinagoga de Dura Europos: Moisés salvado del Nilo.
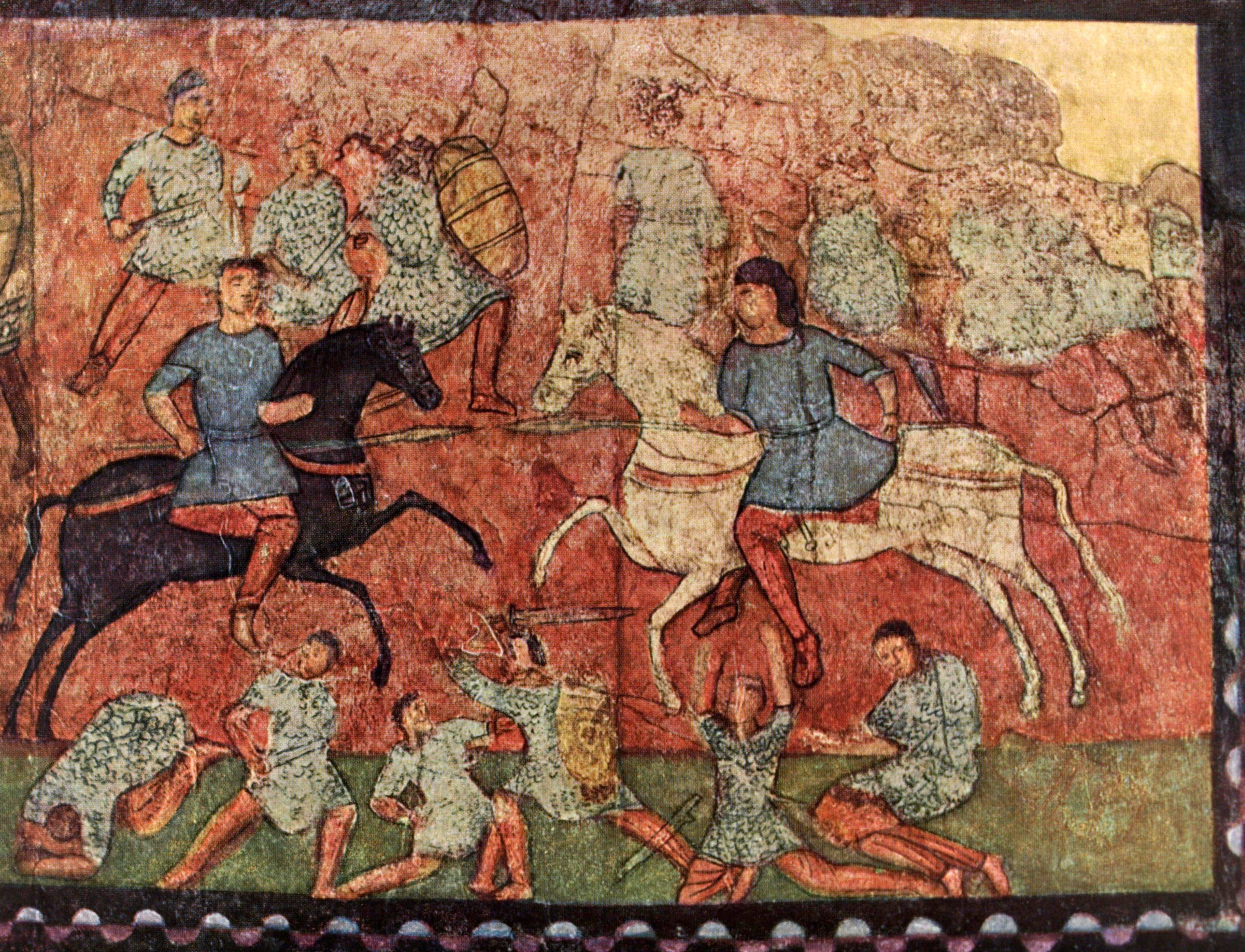
Sinagoga de Dura Europos: Batalla de Eben Ezer.

Cerca del año 244, se completó la sinagoga de Dura Europos, que fue pintad, sobre todo, con escenas del Antiguo Testamento. Otras escenas individuales se pueden encontrar reproducidas en pequeños paños de pared, paralelamente, alineando todo el muro. Las figuras son algo más robustas que en otros templos de dioses partos, pero muestran esencialmente las mismas características de estilo, siguen estando representadas en general frontalmente y, a menudo parecen flotar en el espacio.
Los ejemplos mejor conservados de pinturas de los partos están, en su mayoría, en templos y lugares de culto. Pinturas seculares no están tan bien conservadas, y por lo tanto son menos conocidas y documentadas. Unas especialidades parece haber sido las batallas y escenas de caza que glorificaban el estilo de vida de la clase dominante. Especialmente frecuente fue el motivo del jinete, los caballos se reproducen en pleno galope y los jinetes mismos se representan sentados en ellos de cara al espectador. En las escenas de batalla del ejército parto, los catafractas por regla general están fuertemente armados; en escenas de caza están equipados como simples arqueros. Los restos de una escena a caballo que se encontró en el palacio de Assur, Parece que habían decorado las principales salas del edificio. Otros ejemplos se encuentran en el mitreum de Dura Europos.

## Interpretación de la vista frontal

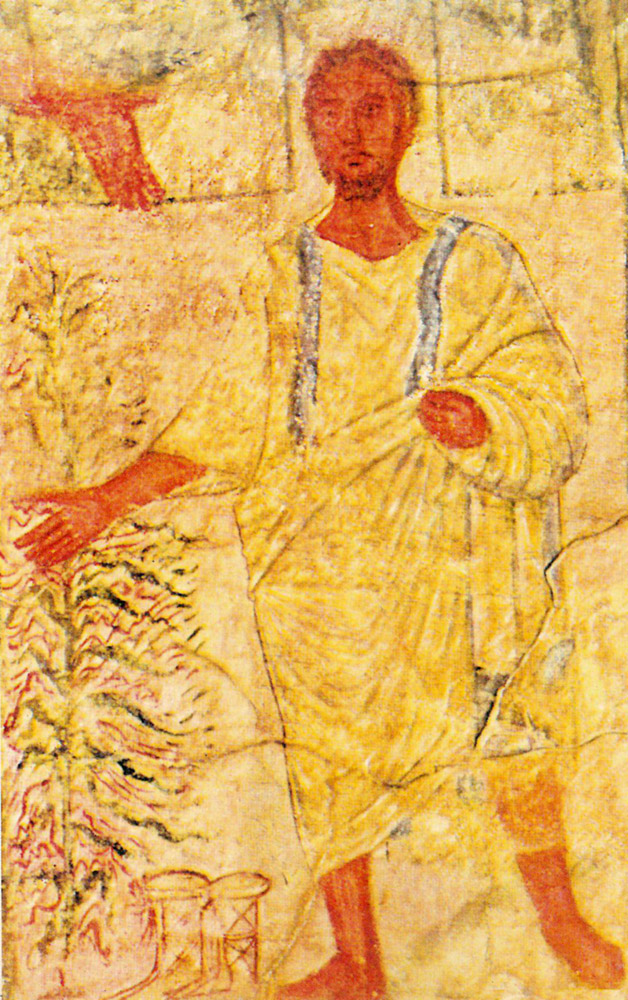
Moisés y la zarza ardiente, que se encuentra en la sinagoga de Dura Europos.

La vista frontal de las figuras en pinturas, esculturas, y relieves no es una invención de los partos. En el antiguo Oriente Próximo era costumbre representar figuras en vista de perfil, aunque la vista frontal, siempre estuvo presente en algún grado, especialmente en la escultura. La vista frontal se utilizó en el antiguo Oriente Próximo para resaltar figuras concretas. Daniel Schlumberger argumentó que estas esculturas fueron siempre especiales, ya que tendieron a ser percibidas como reales. Las figuras de dioses y héroes, representados de la misma forma no eran copias simples de la vida en un material diferente, su lugar se supone que eran visibles como vivos para el observador, eran prácticamente como si estuvieran «presentes».
El arte del Antiguo Oriente Próximo, también empleaba como el arte arcaico de Grecia solamente la vista frontal y de perfil. Únicamente los griegos clásicos introdujeron pasos intermedios, especialmente la vista de tres cuartos. Las representaciones de los clásicos griegos trataron con la ilusión de la vida en todas sus formas de reproducción. Los personajes estaban completamente ocupados con ellos propiamente e ignoraban el espectador, la vista frontal también se encontraba aquí, pero era una entre muchas posibilidades. El arte parto sin duda tomó la frontalidad del arte helenístico, pero parece que los partos en su arte recorrieron también el antiguo Oriente Próximo. Su arte no trató de capturar una ilusión y fugacidad de la vida, en su lugar, se esforzó para dar la durabilidad a las figuras, tratando de capturar el verdadero contenido de la vida y no solamente la capa exterior.
El efecto de estos métodos es, casi siempre, que el espectador se siente identificado con las obras.

## Conclusión e influencia

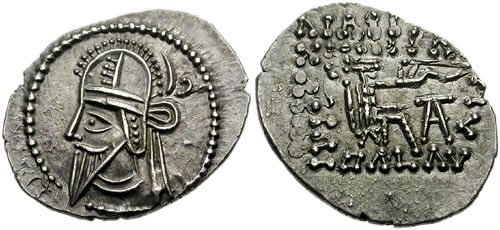
Moneda de Vologases VI de Partia, último rey del imperio Parto.

En el siglo II, el imperio Parto tuvo que luchar con numerosos enemigos internos y externos. Los romanos se fueron varias veces a través de Mesopotamia y la Peste antonina causó estragos en la población parta. Esta crisis tuvo un impacto negativo en la producción de arte. Aunque gran parte del arte más conocido continúan siendo lo mismo, debido a su grandeza natural y trascendencia, hubo algunos síntomas evidentes de decadencia en el siglo II. Las leyendas de las monedas casi no son legibles. De Susa procede un relieve mal esculpido y con figuras fuera de proporción (Museo Nacional de Teherán).
En el año 226 la dinastía de los partos fue eliminada y reemplazada por sasánidas. En gran parte de Mesopotamia y Persia el arte parto simplemente desapareció, aunque ciertas tradiciones artísticas, tales como relieves de estuco y escenas a caballo, continuaron bajo los sasánidas. En Siria, sin embargo, el estilo parto continuó durante algún tiempo. ünicamente con la caída de estas ciudades - Hatra poco después del 240, Dura Europos el 256, Palmira el 272- hizo que el arte de los partos desapareciera. En las iluminaciones en manuscritos sirias y armenias de los siglos VI al X,  
muchos elementos partos resurgieron dando fe de una vida continua de este arte.
En concreto, la vista frontal estricta del arte parto se puede encontrar en el arte de Bizancio y en la de los europeos de la Edad Media, por lo que con razón se puede afirmar que el arte de los partos había influido en el arte cristiano durante los siguientes 1000 años. La arquitectura fue, después, muy parecida a la del mundo islámico, con muchos arcos y bóvedas. Además, el arte parto, también probablemente, tuvo impacto significativo en el arte budista y alcanzó indirectamente, también tanta lejanía como hasta la China.